# Oscar Cornu
Oscar Cornu  (Oostende, 26 april 1866 – aldaar, 28 juni 1939) was een Belgisch figuratief kunstschilder.

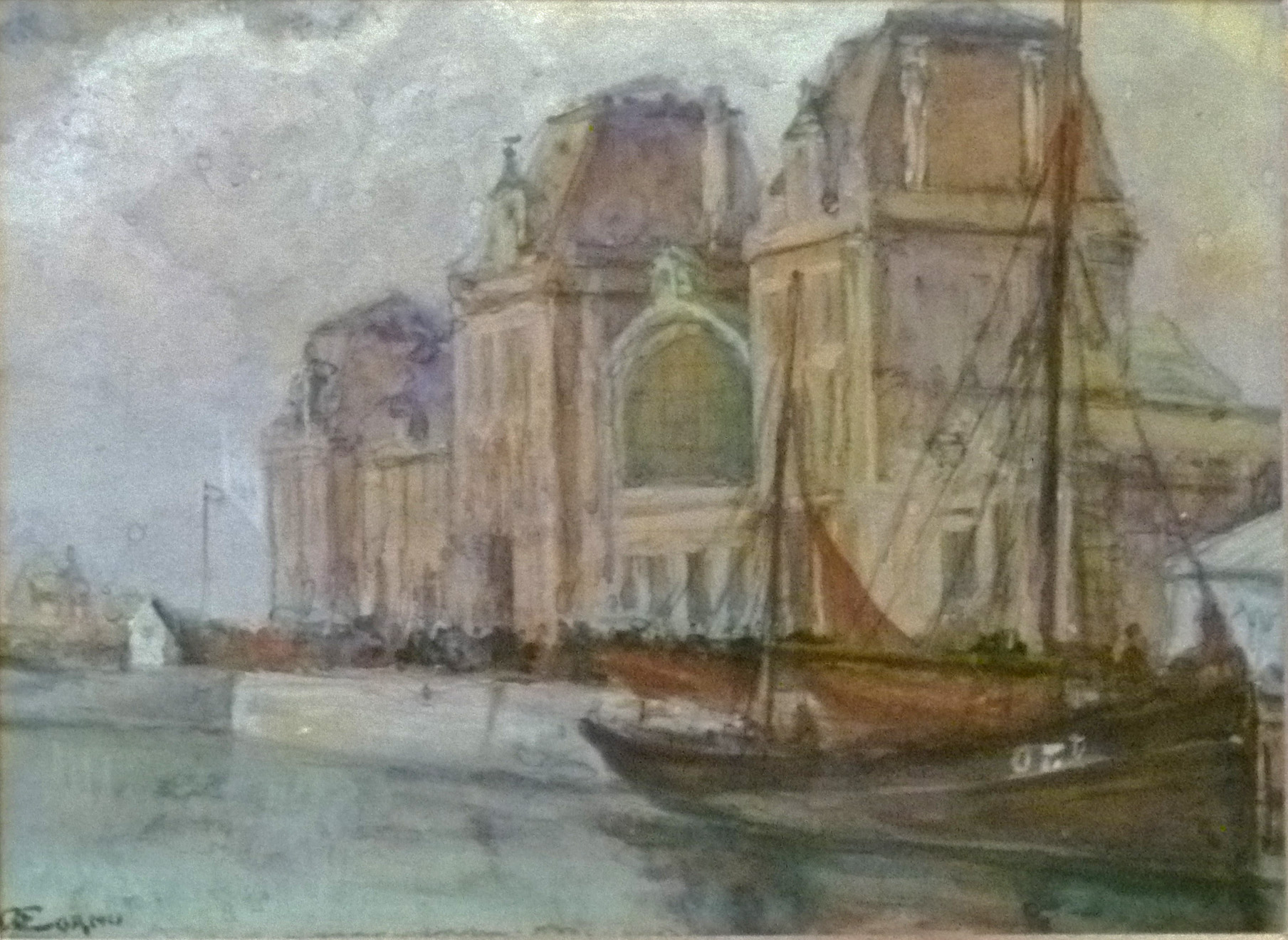
Station van Oostende en vissersboot

## Genealogie
Hij was de zoon van Charles-Louis Cornu en Josèphe-Marie Martein. Hij huwde Sylvia Debedts op 14 november 1891.

## Levensloop
Cornu was kleinhandelaar in merceriewaren als uitbater van de goedbeklante zaak “Au Moulin” uit, Kapellestraat 56, Oostende. Aan de voorgevel prijkte een opvallend molentje als uithangbord. In het uitstalraam van zijn winkel exposeerde hij met regelmaat zijn schilderijen, meestal landschappen en marines.
Zijn atelier lag op een hogere verdieping. Dit was, zijn domein als amateur-kunstschilder, met uitzicht op de “Peperbusse”, de toren van de oude Sint-Pieterskerk
In november 1908 werd hij medestichter van de “Cercle Artistique d' Ostende”, die toen in het atelier van Jan De Clerck in de Edith Cavellstraat, Oostende werd gesticht.
In zijn memoires wijdde de Oostendse kunstschilder Antoine Schyrgens enige alineas aan Cornu : hij vertelt onder meer dat Cornu zich persoonlijk weinig aantrok van zijn handel en dat hij meestal in Menton overwinterde.

## Bekende werken van Cornu
- Wachtend op het tij (olie) - :tentoongesteld in het 2° Salon des Peintres Ostendais, Kursaal Oostende, april 1909.
- Schepen op de kust. Heist (olie) - tentoongesteld in het 2° Salon des Peintres Ostendais, Kursaal Oostende, april 1909.
- Hoevetjes rond Blankenberge (olie) - tentoongesteld in het 2° Salon des Peintres Ostendais, Kursaal Oostende, april 1909.
- Schepen in herstelling – Heist (aquarel) - tentoongesteld in het 2° Salon des Peintres Ostendais, Kursaal Oostende, april 1909.
- Duinen op de oostkust van Oostende (aquarel) - tentoongesteld in het 2° Salon des Peintres Ostendais, Kursaal Oostende, april 1909.
- Vrachtschepen in een dok te Oostende - Oostende, Mu.ZEE (ex-Museum voor Schone Kunsten Oostende) 1929
- Voor de oude Vismijn te Oostende - Oostende, Mu.ZEE (ex-Museum voor Schone Kunsten Oostende) 1932
- Naakt - Geëxposeerd in de Galerij Studio te Oostende (augustus 1934) in de groepstentoonstelling
- Vissersvrouw - Geëxposeerd in de Galerij Studio te Oostende (augustus 1934) in de groepstentoonstelling
- Jong Meisje - Geëxposeerd in de Galerij Studio te Oostende (augustus 1934) in de groepstentoonstelling “Peintres de la Femme”
- Vissers die hun netten herstellen - geëxposeerd in het 57° Salon van de Galerij Studio (groepstentoonstelling)
- Ingang van de haven - geëxposeerd in het 57° Salon van de Galerij Studio (groepstentoonstelling)
- De golf - geëxposeerd in het 57° Salon van de Galerij Studio (groepstentoonstelling)
- De achterhaven - geëxposeerd in het 57° Salon van de Galerij Studio (groepstentoonstelling)
- Boot in het vissersdok - geëxposeerd in het 57° Salon van de Galerij Studio (groepstentoonstelling)
- Boot in het vissersdok - geëxposeerd in het 57° Salon van de Galerij Studio (groepstentoonstelling)
- Een trawler op de kuisbank - geëxposeerd in het 57° Salon van de Galerij Studio (groepstentoonstelling)
- Vissers op de kaai - geëxposeerd in het 57° Salon van de Galerij Studio (groepstentoonstelling)
- In volle zee - geëxposeerd in de “Exposition de marines”; Galerij Studio Oostende (nà 1930)
- Zonsondergang te De Panne - geëxposeerd in de “Exposition de marines”; Galerij Studio Oostende (nà 1930)
- Dok te Oostende - geëxposeerd in de “Exposition de marines”; Galerij Studio Oostende (nà 1930)
- Haven in Zeebrugge - geëxposeerd in de “Exposition de marines”; Galerij Studio Oostende (nà 1930)